# فرشتگان سفید می‌پوشند
فرشتگان سفید می‌پوشند (چینی: 嘉年华) یک فیلم به کارگردانی ویویان کو است که در سال ۲۰۱۷ منتشر شد.